# العلاقات الكيريباتية الهندوراسية
العلاقات الكيريباتية الهندوراسية هي العلاقات الثنائية التي تجمع بين كيريباتي وهندوراس.

## مقارنة بين البلدين
هذه مقارنة عامة ومرجعية للدولتين:
| وجه المقارنة                                              | كيريباتي                        | هندوراس          |
| --------------------------------------------------------- | ------------------------------- | ---------------- |
| المساحة (كم2)                                             | 811                             | 112.49 ألف       |
| عدد السكان (نسمة)                                         | 116.40 ألف                      | 9.27 مليون       |
| الكثافة السكانية (ن./كم²)                                 | 14.35 ألف                       | 82.41            |
| العاصمة                                                   | جنوب تاراوا                     | تيغوسيغالبا      |
| اللغة الرسمية                                             | لغة إنجليزية، اللغة الكيريباتية | اللغة الإسبانية  |
| العملة                                                    | دولار كريباتي، دولار أسترالي    | لمبيرة هندوراسية |
| الناتج المحلي الإجمالي (بليون دولار)                      | 196.15 مليون                    | 22.98 مليار      |
| الناتج المحلي الإجمالي (تعادل القوة الشرائية) بليون دولار | 224.26 مليون                    | 41.14 مليار      |
| الناتج المحلي الإجمالي الاسمي للفرد دولار أمريكي          | 1.42 ألف                        | 2.53 ألف         |
| الناتج المحلي الإجمالي للفرد دولار أمريكي                 | 1.81 ألف                        | 4.91 ألف         |
| مؤشر التنمية البشرية                                      | 0.590                           | 0.606            |
| رمز المكالمات الدولي                                      | +686                            | +504             |
| رمز الإنترنت                                              | .ki                             | .hn              |
| المنطقة الزمنية                                           |                                 | 00               |

## منظمات دولية مشتركة
يشترك البلدان في عضوية مجموعة من المنظمات الدولية، منها:
| علم المنظمة | اسم المنظمة                   | تاريخ انضمام كيريباتي | تاريخ انضمام هندوراس |
| ----------- | ----------------------------- | --------------------- | -------------------- |
|             | منظمة حظر الأسلحة الكيميائية  | ?                     | ?                    |
|             | البنك الدولي للإنشاء والتعمير | 29 سبتمبر 1986        | 27 ديسمبر 1945       |
|             | الأمم المتحدة                 | 14 سبتمبر 1999        | 17 ديسمبر 1945       |
|             | يونسكو                        | 24 أكتوبر 1989        | 16 ديسمبر 1947       |
|             | مؤسسة التنمية الدولية         | 2 أكتوبر 1986         | 23 ديسمبر 1960       |
|             | مؤسسة التمويل الدولية         | 2 أكتوبر 1986         | 20 يوليو 1956        |
|             | الاتحاد البريدي العالمي       | ?                     | ?                    |
|             | الاتحاد الدولي للاتصالات      | 3 نوفمبر 1986         | 27 أكتوبر 1925       |

## وصلات خارجية
- موقع وزارة الخارجية الهندوراسية